# Demografija Novog Sarajeva
Nakon upravne reforme šezdesetih godina prošlog stoljeća uveden je termin okrug umjesto dotadašnjeg kotara. Novonastali okruzi podijeljeni su na općine i na temelju novog ustroja proveden je popis stanovništva 1961. godine.
Sljedeći popisi su organizirani u razmacima od deset godina.

## Popis stanovništva 1971.
Tijekom popisa 1971. godine današnje općine Novo Sarajevo i Novi Grad činile su jednu općinu, pod nazivom Općina Novo Sarajevo. Nacionalni sastav 1971. godine u toj zajedničkoj općini bio je sljedeći:
ukupno: 111.811
- Srbi - 45.806 (40,96%)
- Muslimani - 37.147 (33,22%)
- Hrvati - 17.491 (15,64%)
- Jugoslaveni - 5.798 (5,18%)
- ostali - 5.569 (5,00%)

## Popis stanovništva 1981.
ukupno: 94.200
- Srbi - 31.276
- Muslimani - 26.634
- Hrvati - 11.104
- Jugoslaveni - 20.178
- ostali - 5.008

## Popis stanovništva 1991.
Po posljednjem službenom popisu stanovništva iz 1991. godine, općina Novo Sarajevo (jedna od gradskih općina Grada Sarajeva) imala je 95.089 stanovnika, raspoređenih u osam naselja (dio naseljenog mjesta Sarajevo, Klek, Kozarevići, Lukavica, Miljevići, Petrovići, Toplik i Tvrdimići)  i bila je među najnaseljenijim gradskim općinama.
Nacionalni sastav 1991.:
- Muslimani - Bošnjaci - 33.902 (35,65%)
- Srbi - 32.899 (34,59%)
- Hrvati - 8.798 (9,25%)
- Jugoslaveni - 15.099 (15,87%)
- ostali - 4.391 (4,64%)

Poslije potpisivanja Daytonskog sporazuma, dio općine je izdvojen u novu općinu Istočno Novo Sarajevo, kojoj su pripala mjesne zajednice Petrovići, Miljevići, Lukavica, Toplik-Tilava, te dijelovi tadašnjih mjesnih zajednica Vraca i Gornji Kovačići.
U općini Novo Sarajevo su ostali [nedostaje izvor]:
Dio naseljenog mjesta Sarajevo, Klek, Kozarevići, i Tvrdimići.

### Nacionalni sastav po naseljenim mjestima 1991.[1][2]
Apsolutna etnička većina:
██ Srbi
Relativna etnička većina:
██ Muslimani
| Nacionalni sastav stanovništva općine Novo Sarajevo, po naseljenim mjestima, prema popisu iz 1991. |        |           |        |        |             |        |
| naseljeno mjesto                                                                                   | ukupno | Muslimani | Srbi   | Hrvati | Jugoslaveni | ostali |
| Klek                                                                                               | 178    | 0         | 178    | 0      | 0           | 0      |
| Kozarevići                                                                                         | 328    | 0         | 317    | 1      | 8           | 2      |
| Lukavica                                                                                           | 1,848  | 370       | 1,353  | 19     | 47          | 59     |
| Miljevići                                                                                          | 1,045  | 25        | 985    | 12     | 14          | 9      |
| Petrovići                                                                                          | 240    | 10        | 230    | 0      | 0           | 0      |
| Sarajevo (dio nas. mjesta)                                                                         | 90,892 | 33,489    | 29,295 | 8,764  | 15,026      | 4,318  |
| Toplik                                                                                             | 511    | 8         | 494    | 2      | 4           | 3      |
| Tvrdimići                                                                                          | 47     | 0         | 47     | 0      | 0           | 0      |
| ukupno                                                                                             | 95,089 | 33,902    | 32,899 | 8,798  | 15,099      | 4,391  |

## Stanovništvo 2004.
Na teritoriju Novog Sarajeva je 2004./2005., po neslužbenim podatcima, živjelo 75.662 stanovnika (31. prosinca 2004.).